# Tietäjä
Tietäjä (pl. tietäjät, 'vident', 'home savi', literalment 'coneixedor') és una figura màgicament poderosa de la cultura tradicional finno-careliana, els poders sobrenaturals del qual sorgeixen del seu gran coneixement.

## Rols
Les activitats d'un tietäjä eren principalment curar i prevenir malalties, però també incloïen ajudar amb l'agricultura, la pesca i la caça; tractar amb la bruixeria; donar suport als matrimonis aprovats i interrompre els enllaços desaprovats; identificar lladres; i donar èxit a empreses com ara viatges o construcció. Els seus conjurs podrien fer servir ajudants com els morts, väki, Ukko, Jesucrist, la Verge Maria o esperits animals.
Molts tietäjät coneixien poemes de Kalevala -metre, així com històries mítiques, encanteris i encants curatius. Una de les branques clau del coneixement dels tietäjä es referia a les etiologies (synty) dels fenòmens naturals. Es creia que els éssers i els fenòmens es podrien controlar si se'n coneixia l'origen. Per exemple, la malaltia es podria superar si es recités o cantés la seva sintonia. Aquest coneixement estava ben guardat. Tietäjät, bruixots i curanderos eren vists com a protectors d'una mena d'equilibri còsmic. Els diferents tipus d'éssers tenien el seu propi lloc a l'univers, i si els éssers es trobaven fora de lloc, sorgien problemes. El paper del curandero era sovint tornar els éssers al lloc correcte. En general, un savi coneixia els diferents requisits per a diferents encanteris, en els quals sovint calia fer rituals i recitar encanteris, sovint també utilitzar substàncies màgiques o objectes màgics. Les seves pràctiques sovint han estat comparades amb el xamanisme.

## Història
El tietäjä s'enregistra per primera vegada al De effectibus fascino naturalibus de 1733 de Gabriel Maxenius. La gent coneguda com a tietäjät existia a la vida real, tot i que la institució ara està "gairebé extinta". Les tradicions de la poesia kalevalaica, i la institució associada del tietäjä, es van oposar agressivament a la Suècia moderna luterana (que incloïa la moderna Finlàndia), però es van integrar a la cultura ortodoxa russa a Carèlia i Íngria, en part assimilant-se i en part prosperant al costat de la cultura cristiana. Les restes de la tradició tietäjä també van persistir entre els finlandesos del bosc fins al segle xx.
La història de la institució abans del segle xviii és obscura. El consens acadèmic actual, basat en proves antropològiques i lingüístiques comparatives, és que les cultures de parla finlandesa van compartir una vegada una tradició més àmplia del xamanisme del centre i el nord d'Euràsia, caracteritzada de manera més distintiva perquè es creu que els especialistes en rituals deixen el seu cos en forma d'esperit. Aquestes persones eren, en la llengua protouralica, probablement denotades amb la paraula * nojta (cf. noita finlandesa 'bruixa' i sami noaidi). Tanmateix, mentre que les tradicions tietäjä clarament tenen característiques importants en comú amb el xamanisme, no es creia que els tietäjät abandonessin els seus cossos; el seu poder sobrenatural va sorgir més aviat del seu domini dels encantaments i rituals memoritzats. Es creu que aquests aspectes de la tradició i, per tant, la institució del tietäjä tal com el coneixem, van sorgir del contacte amb les cultures de parla germànica, que van exercir una gran influència lingüística en la llengua protofinnica, i en altres aspectes de la cultura finnica, en els primers mil·lennis aC i dC. Això no vol dir que la institució tietäjä fos idèntica als seus models germànics, ni que aleshores no canviés amb el temps. Més influències, per exemple, van venir del contacte posterior amb el cristianisme.

## Aparicions en el mite i la literatura
Els tietäjät també apareixen a la mitologia finesa, el tietäjä mitològic més famós és Väinämöinen, "el fundador mític de la institució", que "proporcionava un model d'identitat per als seus practicants". A la poesia kalevalaica, se'l fa referència habitualment utilitzant els epítets fórmules vaka vanha Väinämöinen, | tietäjä ijän ikuinen ('Väinämöinen vell de confiança, | l'endeví vell com el temps').
Els tietäjät han estat àmpliament estudiats en els últims anys per Anna-Leena Siikala i Laura Stark.